# Selouros
Selouros (Σέλουρος) Rebelde siciliano de origen griego, que se enfrentó a las autoridades romanas en el S.I a. C. Comandó un ejército en Sicilia y realizó incursiones regulares en la isla, alrededor del Monte Etna. Fue llamado "el hijo del Etna" y, según Estrabón, parece que encabezaba un ejército completo. Solamente lo menciona Estrabón (6.2.6), quien lo describe como contemporáneo suyo, entre el 44 y el 40 a. C. En el año 40 a. C. fue capturado y destrozado por animales salvajes en luchas de gladiadores en el Foro de Roma como castigo, atado a una picota (pila).